# 하트퍼드 신학교
하트퍼드 신학교(Hartford Seminary) 는 코네티컷주 하트퍼드에 있는 초교파 신학교이다.

## 역사
하트퍼드 신학교의 기원은 1833년으로 코네티컷 목회 연합이 회중교회 목회자 양성을 위하여 설립되었다. 그리고 이듬해 코네티컷 신학기관은 코네티컷 이스트 윈저 힐에 설립되었다. 이 기관은 1865년 하트퍼드로 이전 했고 1885년 공식적으로 하트퍼드 신학교로 명칭하였다.
Bible Normal College 가 1902년 신학교에 합병되어 이름을 하트퍼드 종교교육 학교로 하였다.  케네디 선교학교가 가입하였다, 1913년은 세 기관이 하트퍼드 신학교 기관이라는 이름으로 합병되었다.
이 기관은 1960년부터 1968년까지 Hartford Quarterly 을 발행하였다.
Hartford Seminary는 1972년 기독교-무슬림 대화에서 틈새 집중을 제공하기 시작했으며 1990년 Hartford Seminary는 공식적으로 초교파적 지위를 주장했다. 하트포드신학교는 2018년 1월 1일 세계 최대의 신학컨소시엄인 보스턴신학연구소(BTI)에 합류했다.

## 하트퍼드 캠퍼스
1865년에 신학교가 하트퍼드로 이전했을 때, 처음에는 현재 Wadsworth Athenium 건물이 있는 지역에 있었다. 1910년대에 엘리자베스 스트리트 남쪽 하트포드 서쪽에 전용 캠퍼스를 계획했었다. 건설은 제1차 세계 대전으로 연기되었고 1920년대에 Collegiate Gothic Revival 건물의 멋진 캠퍼스가 건설되었다. 일부 건물이 1981년까지 신학교에서 사용되었는데 현재 코네티컷 대학교 법대 캠퍼스를 구성하고 있다. 건축가 리처드 마이어가 설계 한 현재의 신학교 본부건물은 1981년에 완료되었다, 이 학교와 로스쿨은 주요 건축물에 대해 1982년 국가 사적지로 등재되었다.

## 학문성

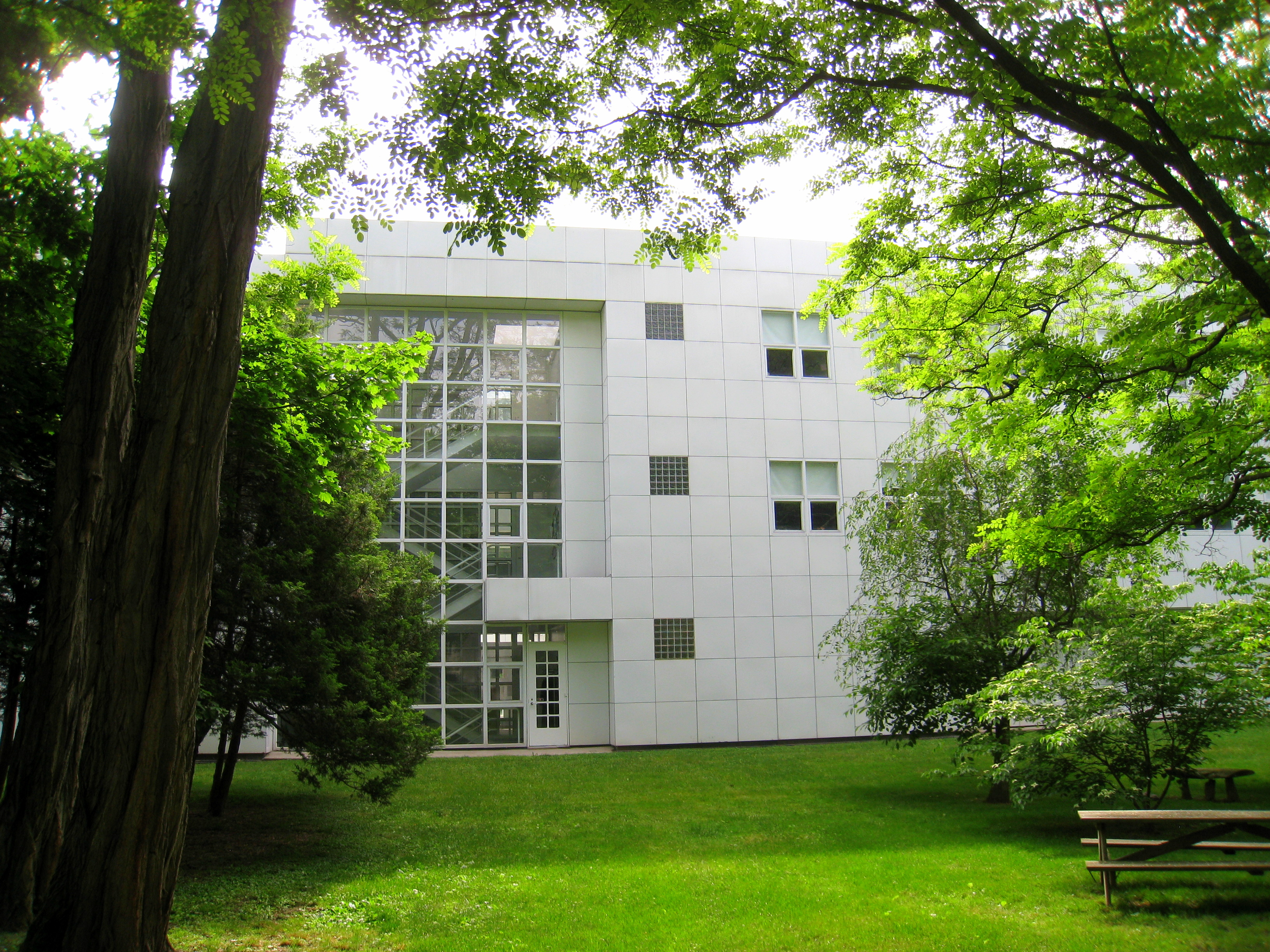
하트퍼드 신학교

이 학교는 기독교-무슬림 관계에 대한 연구에 심혈을 기울리고 있다.

## 이슬람 세계 출판물
Hartford Seminary는 1938년부터 학술지 The Muslim World의 근원이다. 저널은 1911년에 창간되었다.

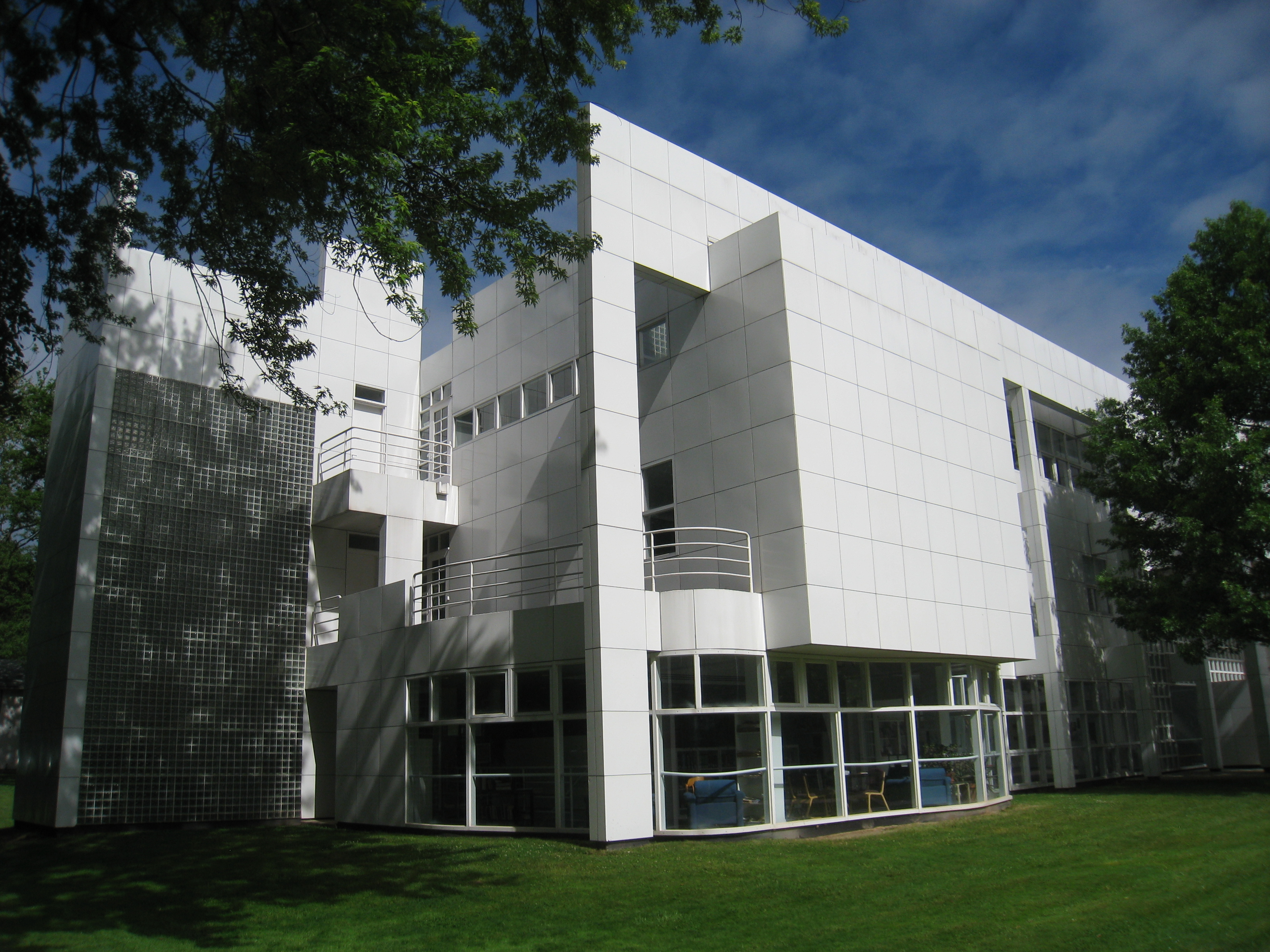
하트퍼드 신학교

- 카와이아하오 교회 하와이 최초의 목사 아카나 아카이코(Akaiko Akana)
- 프레드 호비 앨런(Fred Hovey Allen), 목사이자 작가는 미국에서 최초의 사진 그라비아 판을 만들었다.
- Thomas L. Angell, Bates College의 학자
- 야히야 헨디(Yahya Hendi ) 조지타운 대학교 이슬람교 목사는 2012년 세계에서 가장 영향력 있는 이슬람교도 중 한 명으로 선정되었다.[9]
- Fenwicke Holmes, 종교 과학 지도자
- 지속 가능한 농업 운동의 리더 프레드 커셴만(Fred Kirschenmann)
- Charles H. Kraft, 복음주의 기독교 변증가
- Vergel L. Lattimore, 오하이오 감리교 신학교 교수
- Rachel Taylor Milton, Urban League of Greater Hartford의 공동 창립자이자 코네티컷 여성 명예의 전당 헌액자
- Richard T. Nolan, 미국 성공회/캐논, 작가, 철학 및 종교 연구 명예 교수
- Beverly Daniel Tatum, Spelman College 총장
- Andrew Young 목사, 애틀랜타 시장, 미국 하원의원, 유엔 대사, 미국 교회 협의회 회장, SCLC(Southern Christian Leadership Conference) 회원
- 헨리 앨런 글리슨 주니어, 언어학자
- 74 년 2016년 하계 올림픽에 아이티 대표로 출전한 아이티계 미국인 레슬링 선수 Asnage Castelli kg 자유형 대회.
- Yvonne Y. Haddad, 조지타운 대학교 이슬람사 및 기독교-무슬림 관계 교수